# European Network for Accessible Tourism
La European Network for Accessible Tourism —en español, Red Europea de Turismo Accesible o Red Europea para el Turismo Accesible—, más conocida por su sigla ENAT, es una asociación sin ánimo de lucro formada por empresas, orgsnizaciones e individuos de los sectores públicos, privados y de las ONG con el fin de evaluar las buenas prácticas en el sector turístico, y de proporcionar y avalar los servicios y productos disponibles en el sector del turismo accesible. 
Fue fundada en 2006, en el marco del Disability Action Plan de la Comisión Europea, por nueve socios fundadores, incluyendo VisitBritain y Fundación ONCE, de seis países europeos. y aunque su ámbito de actuación fue inicialmente Europa, en 2012 contaba con 200 miembros de 28 países de todo el mundo.
El primer ENAT International Tourism for All Congress tuvo lugar en Valencia, España, en noviembre de 2007.
La Organización Mundial del Turismo (UNWTO) es miembro honorífico desde 2008.
ENAT está registrada en el Registro de Transparencia de la Comisión Europea.